# Aa rosei
Aa rosei je vrsta orhideje (porodica kaćunovke, Orchidaceae) iz reda Asparagales. Endemska je vrsta u Peruu.
Prvi put ju je opisao 1922. Oakes Ames.